# Ciborinia allii
Ciborinia allii (Sawada) L.M. Kohn – gatunek grzybów z rodziny twardnicowatych (Sclerotiniaceae). Gatunek szeroko rozprzestrzeniony. Poza Antarktydą występuje na wszystkich kontynentach. Wraz z kilku innymi patogenami wywołuje u nich chorobę o nazwie zgnilizna szyjki cebuli.

## Systematyka i nazewnictwo
Pozycja w klasyfikacji według Index Fungorum: Botrytinia, Sclerotiniaceae, Helotiales, Leotiomycetidae, Leotiomycetes, Pezizomycotina, Ascomycota, Fungi.
Po raz pierwszy zdiagnozował go w 1919 r. K. Sawada nadając mu nazwę Sclerotinia allii. Obecną, uznaną przez Index Fungorum nazwę nadał mu L.M. Kohn  r. w 1979 r.
Synonimy:
- Botryotinia allii (Sawada) W. Yamam. 1956
- Botrytis byssoidea J.C. Walker 1925
- Sclerotinia allii Sawada 1919

## Morfologia
Grzyb mikroskopijny. Pasożyt i saprotrof występujący w tkankach porażonych roślin i na ich obumarłych resztkach. Wytwarza zarówno anamorfę, jak i teleomorfę. Ta ostatnia powstaje na tarczowatych, brązowoczarnych sklerocjach o rozmiarach 0,7 × 0,5–2,0 μm i grubości 0,3–0,7 μm. Ich zewnętrzna, barwna warstwa zbudowana jest z pseudoparenchymy, wewnętrzna jest hialinowa. Sklerocja tworzą się gęsto na górnej powierzchni tkanki żywiciela. Owocniki zawierają cylindryczne, 8-zarodnikowe worki o rozmiarach 184–212 × 12–18 μm. Askospory bladożółte, elipsoidalne, o rozmiarach 15–23 × 8–12 μm. Wstawki włókniste, bezbarwne, sedymentowane, z dwoma lub trzema ramionami.
Anamorfa tworzy konidiofory, konidia i mikrokonidia. Wzniesione konidiofory powstają bezpośrednio z septowanych, hialinowych strzępek. Są grubościenne, mają barwę od jasnobrązowej do ciemnobrązowej i nabrzmiałą podstawę. Odgałęzienia szczytowe zakończone są ampułami wytwarzającymi konidia. Po zakończeniu konidiogenezy odgałęzienia te odpadają. Konidia są owalne, gładkie, jednokomórkowe, początkowo bezbarwne, potem bladobrązowe, na koniec szarobrązowe. Mają rozmiar 8–19 × 5–11 μm, najczęściej 10–14 × 6–9 μm. Mikrokonidia mają średnicę 3–4 μm.
Trzy z 7 gatunków wywołujących zgniliznę szyjki cebuli, a mianowicie Botrytis allii, Botrytis aclada i Ciborinia allii są morfologicznie trudne do odróżnienia. Wyniki badań metodami biologii molekularnej pozwoliły wyjaśnić relacje między nimi. Porównanie sekwencji DNA wykazało, że Botrytis allii jest mieszańcem B. aclada i C. allii, i posiada allele genów od każdego z nich. B. aclada i C. allii mają po 16 chromosomów, podczas gdy B. alli ma ich 32.